# Baran Gezek
Baran Ali Gezek (* 26. August 2005 im Mersin) ist ein türkischer Fußballspieler.

## Karriere

### Verein
Gezek begann seine Karriere 2014 in den Jugendvereine von Mezitlispor, Mersin Ter Spor und Kayserispor. Juli 2022 erhielt er bei Kayserispor seinen ersten Profivertrag mit einer Laufzeit von drei Jahren.
Sein Profidebüt in der Süper Lig gab Gezek am 21. August 2022 im Spiel gegen Istanbul Başakşehir FK.

### Nationalmannschaft
Gezek durchlief verschiedene Nachwuchsnationalmannschaften der Türkei. Er spielte für die U17, U18, U19, U20 und U21.